# Zikkaron
Pour plus de détails, voir Fiche technique et Distribution.
Zikkaron est un court métrage d'animation de cinéaste québécois Laurent Coderre. Produit en 1971 par l'Office national du film et réalisé avec des milliers de fragments de linoléum, le film explore le thème de la condition humaine. 
Zikkaron a gagné le Prix Vulcain de l'artiste technicien du Festival de Cannes. Coderre ne savait pas que le film avait été soumis et devait se précipiter à Cannes pour recevoir son prix.